# جوزيف هيندريكس
جوزيف هيندريكس (بالإنجليزية: Joseph Hendricks)‏ هو لاعب كرة قدم غاني، ولد في 19 يونيو 1979 في كوماسي في غانا. شارك مع منتخب غانا لكرة القدم. أما مع النوادي، فقد لعب مع أشانتي غولد وأشانتي كوتوكو.

## وصلات خارجية
- جوزيف هيندريكس على موقع قاعدة بيانات كرة القدم.إي يو (الإنجليزية)
- جوزيف هيندريكس على موقع ناشيونال فوتبول تيمز (الإنجليزية)